# 冬蔭
冬蔭（羅馬化：tom yam，直译：「酸辣湯」，[tôm.jām] ⓘ，寮語發音：[tôm.ɲám]），是著名的泰國酸辣湯，由南薑、酸子、香茅、青蔥、酸檸檬、辣椒和魚露烹饪而成。最常见的烹调法是加蝦和草菇、以魚露調味並形成乳狀質感的冬蔭功（羅馬化：tom yam kung，直译：「酸辣蝦湯」）。
另外有酸辣雞湯（羅馬化：tom yam kai）、酸辣海鮮湯（羅馬化：tom yam talay）、酸辣椰汁汤等。